# Данен (Немачка)
Данен (њем. Dahnen) општина је у њемачкој савезној држави Рајна-Палатинат. Једно је од 235 општинских средишта округа Ајфелкрајс Битбург-Прим. Према процјени из 2010. у општини је живјело 353 становника. Посједује регионалну шифру (AGS) 7232212.

## Географски и демографски подаци
Данен се налази у савезној држави Рајна-Палатинат у округу Ајфелкрајс Битбург-Прим. Општина се налази на надморској висини од 480 метара. Површина општине износи 17,2 km². У самом мјесту је, према процјени из 2010. године, живјело 353 становника. Просјечна густина становништва износи 21 становника/km².